# Pterogorgia lutescens
Pterogorgia lutescens is een zachte koraalsoort uit de familie Gorgoniidae. De koraalsoort komt uit het geslacht Pterogorgia. Pterogorgia lutescens werd in 1860 voor het eerst wetenschappelijk beschreven door Duchassaing & Michelotti. 